# Emmesomyia socia
Emmesomyia socia este o specie de muște din genul Emmesomyia, familia Anthomyiidae. A fost descrisă pentru prima dată de Fallen în anul 1825. Conform Catalogue of Life specia Emmesomyia socia nu are subspecii cunoscute.